# فورتزا موتوراسپورت (بازی ویدئویی ۲۰۲۳)
فورتزا موتوراسپورت (به‌انگلیسی: Forza Motorsport) یک بازی ویدئویی در سبک شبیه‌سازی مسابقه است که توسط ترن ۱۰ استودیوز توسعه یافته و به‌وسیلهٔ ایکس‌باکس گیم استودیوز در ۱۸ اکتبر سال ۲۰۲۳ برای ایکس‌باکس سری‌اکس/اس و مایکروسافت ویندوز منتشر شده‌است. این، هجدهمین نسخهٔ اصلی از مجموعه بازی‌های فورتزا به‌شمار می‌رود، اگرچه به دنبال فورتزا موتوراسپورت ۷ به عنوان هشتمین بازی از فورتزا موتوراسپورت محسوب می‌شود و یک نسخه بازراه‌اندازی برای این زیر مجموعه است که دیگر شماره گذاری متوالی از نام آن حذف شده‌است.

## توسعه
توسعهٔ فورتزا موتوراسپورت از سال ۲۰۱۸ و پس از انتشار بازی هفتم آغاز شد. توسعه‌دهندگان قصد داشتند تا عنوانی برای کنسول‌های نسل‌نهمی مایکروسافت یعنی ایکس‌باکس سری‌اکس/اس توسعه دهند که بتواند از تمامی قدرت این کنسول‌ها استفاده کند؛ تمرکزِ سازندگان برروی رهگیری‌پرتو بی‌درنگ در روندبازی بوده‌است. معرفی رسمی این عنوان در نمایش کوچک ایکس‌باکس در سال ۲۰۲۰ رخ داد و تریلر گیم‌پلی نیز رسماً در رویداد مشترک ایکس‌باکس و بتزدا در سال ۲۰۲۲ منتشر شد. استادیوم‌های متنوع به این عنوان اضافه شده‌اند که تنوع این بازی را بیش‌تر می‌کند. همچنین وجود بیش از ۲۰ منطقه مختلف و بیش از ۵۰۰ خودروی متنوع تأیید شده‌است. استودیوی توسعه‌دهنده توسعه بازی را برای ایکس‌باکس سری‌اکس/اس و مایکروسافت ویندوز تأیید کرده‌است؛ این عنوان از روز عرضه برروی سرویس ایکس‌باکس گیم‌پس موجود خواهد بود. همچنین در وبگاه رسمی توسعه‌دهندگان، وجود بسته الحاقی و پرداخت‌های درون‌برنامه‌ای تأیید شده‌است. استودیوی سازنده از وجود قابلیت‌های توان‌بخشی مختلف برای قشرهای مختلف مانند ناشنوایان و نابینایان خبر داده‌است که تجربهٔ بازی را برای این‌گونه افراد میسر می‌سازد. برطبق اعلام توسعه‌دهندگان، از قصدهای آنان برای بهبود این بازی از سری فورتزا، اضافه‌کردن قابلیتِ تعویضِ لاستیک و تایر در میان مسابقه، بهبودِ تخریب‌پذیزی خودروها و آب‌وهوا پویا در تمامی استادیوم‌های بازی بوده‌است.

## یادداشت
1. ↑  عناوین فورتزا هورایزن و فورتزا موتوراسپورت در سبک با هم متفاوت هستند؛ هورایزن به‌صورت آرکید و موتوراسپورت شبیه‌سازی می‌باشد.